# 河峪乡
河峪乡，是中华人民共和国山西省晋中市榆社县下辖的一个乡镇级行政单位。

## 行政区划
河峪乡下辖以下地区：
河峪村、圪坨村、海眼村、北水村、西河底村、偏良村、苍竹沟村、下赤峪村、固庄村、前庄村、后庄村、青阳坪村、西周村、牛村、鱼头村、寄子村、刘家沟村、河窳村、岩良村、西沟村、辉教村、叶峪村、平顶村、东形彰村、西形彰村、东清秀村和西清秀村。